# Осинки (Курська область)
Осинки (рос. Осинки) — селище в Желєзногорському районі Курської області Російської Федерації.
Населення становить 5 осіб. Входить до складу муніципального утворення Разветьєвська сільрада.

## Історія
Населений пункт розташований на території українського етнічного та культурного краю Східна Слобожанщина.
Від 2004 року входить до складу муніципального утворення Разветьєвська сільрада.

## Населення
| 1866 | 1926 | 1979 | 2002 | 2010 |
| ---- | ---- | ---- | ---- | ---- |
| 83   | ↗92  | ↘15  | ↘3   | ↗5   |